# Cavally
Ne doit pas être confondu avec la région ivoirienne qui porte le nom du fleuve.
Le fleuve Cavally (également connu sous le nom de fleuve Cavalla, Youbou ou Diougou) est un cours d'eau d'Afrique occidentale qui coule en Guinée, au Liberia et en Côte d'Ivoire. C'est aussi le nom de l'une des 31 régions de la Côte d'Ivoire regroupant les villes de Guiglo, Taï, Toulepleu et Bloléquin.

## Géographie
Le Cavally prend sa source au nord des monts Nimba, en Guinée. Il traverse la Côte d'Ivoire, ainsi que Zwedru au Liberia ; puis il forme la frontière entre la Côte d'Ivoire et le Liberia. Enfin, il débouche dans le Golfe de Guinée, à 21 km à l'est de Harper (Liberia).
Il a une longueur de 515 km. Son bassin versant compte 30 600 km2, c'est-à-dire une superficie équivalente à celle de la Belgique.
Son nom provient de celui de certains poissons proches des maquereaux se trouvant à son embouchure.